# Blanche Coventry, Condessa de Coventry
Blanche Coventry (nascida Blanche Craven; Coombe Abbey, 24 de dezembro de 1842 — Croome Court, 16 de março de 1930) foi uma nobre inglesa. Ela foi condessa de Coventry pelo seu casamento com George Coventry, 9.º Conde de Coventry.

## Família
Blanche foi a terceira filha e quinta criança nascida de William Craven, 2.º Conde de Craven e de Emily Mary Grimston. Os seus avós paternos eram William Craven, 1.º Conde de Craven e Luísa Brunton. Os seus avós maternos eram James Grimston, 1.º Conde de Verulam e Charlotte Jenkinson.
Blanche teve oito irmãos: Elizabeth Charlotte Louisa, casada duas vezes; William Augustus Frederick, Visconde Uffington; Evelyn Mary, casada três vezes; George Grimston Craven, 3.º Conde de Craven, Lord-Lieutenant de Berkshire, foi marido de Evelyn Laura Barrington; Beatriz Jane, esposa de George Cadogan, 5.º Conde Cadogan; Emily Georgiana, esposa do tenente-coronel Victor William Bates Van de Weyer; Osbert William, juiz de paz e tenente-coronel em Berkshire, e Robert Walter, um oficial da Marinha Real Britânica a bordo do H.M.S. Spiteful.

## Biografia
Em 25 de janeiro de 1865, aos vinte e dois anos de idade, Blanche casou-se com o conde George Coventry, de vinte e seis anos, na Igreja de São Jorge, em Hanover Square, em Londres. George era filho de George Coventry, Visconde Deerhurst e de Harriet Anne Cockerell.
O casal teve nove filhos, seis meninos e três meninas.
Blanche e George foram casados por 65 anos, até a morte do conde, em 13 de março de 1930.
A condessa morreu três dias após ficar viúva, no dia 16 de março. Ela foi enterrada na Igreja de Santa Maria, em Croome Court.

## Descendência
- George William Coventry, Visconde Deerhurst (15 de novembro de 1865 – 8 de agosto de 1927), foi tenente no Regimento de Worcestershire, juiz de paz, e lutou na Primeira Guerra Mundial. Foi marido de Virginia Lea Daniel, com quem teve quatro filhos;
- Charles John Coventry (26 de fevereiro de 1867 – 2 de junho de 1929), foi capitão do terceiro batalhão no Regimento de Worcestershire, juiz de paz, e lutou na Primeira Guerra Mundial. Foi casado com Lily Whitehouse, com quem teve quatro filhos;
- Henry Thomas Coventry (3 de maio de 1868 – 2 de agosto de 1934), foi marido de Edith Kip, com quem teve dois filhos;
- Reginald William Coventry (29 de agosto de 1869 – 3 de dezembro de 1940), foi barrister do Inner Temple e Conselheiro do Rei. Foi casado com Gwenllian Pascoe Morgan, com quem teve quatro filhos;
- Barbara Elizabeth Coventry (27 de outubro de 1870 – 29 de novembro de 1946), foi juíza de paz. Foi casada com Gerald Dudley Smith, com quem teve dois filhos;
- Dorothy Coventry (6 de fevereiro de 1872 – 2 de dezembro de 1965), foi esposa de Keith Alexander Fraser, 5.º baronete Fraser, com quem teve um filho;
- Anne Blanche Alice Coventry (27 de janeiro de 1874 – 2 de julho de 1956), ganhadora da Medalha de Gratidão Francesa e também da Medalha da França Liberada. Foi esposa de Victor Albert Jay Duleep Singh. Sem descendência;
- William Francis Coventry (6 de agosto de 1865 – 11 de dezembro de 1937), não se casou e nem teve filhos;
- Thomas George Coventry (25 de agosto de 1885 – 9 de dezembro de 1972), foi tenente no Regimento de Wiltshire, e lutou na Primeira Guerra Mundial. Foi casado com Alice Ward, com quem teve quatro filhos.